# Hybinette
Hybinette, även skrivet Hübinette, är ett svenskt efternamn med vallonskt ursprung. 

## Personer med efternamnet
- Anne Hübinette (aktiv 2003), kanotist
- Bertil Hübinette (född 1939), jurist och ämbetsman
- Daniel Hübinette (född 1994), programledare
- Ewa Hybbinette (1914–2004), målare, tecknare och teaterdekoratör
- Gunnar Hübinette (1914–1998), lantbrukare och politiker, moderat
- Karin Hübinette  (född 1966), journalist och programledare
- Per Hübinette (1835–1911), lantbrukare och politiker
- Samuel Hübinette (född 1971), tävlingsförare (bil)
- Samuel Hybbinette (1876– 1939), överläkare och professor
- Tobias Hübinette (född 1971), samhällsvetenskalig forskare
- Victor Hybinette (1867–1939), metallurg och industriman